# Nabû-zēru-līšir
Nabû-zēru-līšir (tłum. „Niech Nabu strzeże potomka”) – babiloński skryba żyjący w połowie VI w. p.n.e. Należał do wąskiego kręgu notariuszy królewskich oraz prawdopodobnie do środowiska nadwornych uczonych króla Nabonida. Uczestniczył w pracach wykopaliskowych w Agade.

## Rodzina
Nabû-zēru-līšir pochodził z rodziny o wysokiej pozycji społecznej zamieszkałej w Babilonie. Poprzez ojca, Itti-Marduk-balāṭu (tłum. „Z Mardukiem jest życie!”), wywodził się z lokalnego rodu Nabunnāja. Posiadał przynajmniej dwóch braci o imionach Marduk-bēl-usāti (tłum. „Marduk jest panem wsparcia!”) i Munaḫḫiš-Marduk (tłum. „Zapewniającym pomyślność jest Marduk”). Nabû-zēru-līšir doczekał się co najmniej trójki dzieci, synów noszących imiona: Libluṭ (tłum. „Niech on żyje!”), Nabû-uṣur-napištu (tłum. „Nabu, strzeż życia!”) i Libūru (tłum. „Niech będzie mocny!”). Dwaj ostatni byli skrybami, tak samo jak ojciec i dziadek. Syn Nabû-zēru-līšira, Libūru, przejął po nim pozycję notariusza. Najpóźniejsze źródło, w którym pojawia się imię Libūru, datowane jest na 21. rok panowania króla perskiego Dariusza I, czyli 500 p.n.e.

## Notariusz królewski
Aktywność zawodowa Nabû-zēru-līšira jest najlepiej poświadczona w prywatnych tekstach z Babilonu. Przypada na okres od drugiego dnia V miesiąca (akad. abu) 26. roku panowania Nabuchodonozora II do 25. dnia XII miesiąca (akad. addaru) 12. roku panowania Nabonida, czyli na lata 579–543 p.n.e. Tym samym obejmowała okres panowania czterech władców Babilonu. Sporządzone i poświadczone przez Nabû-zēru-līšira kontrakty sprzedaży nieruchomości zostały odkryte w archiwum rodu Egibi; dotyczyły głównie obrotu gruntami rolnymi, chociaż poświadczone są również inne typy nieruchomości. Występował w nich jako skryba (akad. ṭupšarru) odpowiedzialny za przygotowanie i opieczętowanie dokumentów sprzedaży nieruchomości oraz świadek (akad. mukinnu) czynności prawnych. Funkcje te wynikały z zajmowanej przez niego pozycji notariusza królewskiego odpowiedzialnego za kontrolę obrotu nieruchomościami. W tekstach tych nigdy nie występował jako notariusz samodzielnie. Działał w ramach kolegium – wspólnie z innymi notariuszami – co świadczyło o wysokiej złożoności prawnej transakcji, w których brał udział. Od dziewiątego roku panowania Nabonida do ostatniego poświadczenia źródłowego występował jako notariusz o najwyższej randze – jego pieczęć miała pierwszeństwo nad pozostałymi w kolegium pieczętującym dany tekst.

## Udział w pracach wykopaliskowych Nabonida
Związki Nabû-zēru-līšira z pałacem królewskim ujawniają pośrednio dokumenty powstałe w trakcie prac budowlanych w Agade prowadzonych za panowania Nabonida. W czwartym roku panowania Nabonida podjęto działalność budowlaną w E-ulmasz – świątyni Isztar w Agade. Towarzyszyły jej prace, których celem było odkrycie pierwotnych fundamentów przybytku. Równolegle prowadzono również wykopaliska w pałacu Naram-Sina w Agade. Nabû-zēru-līšir wziął udział w obu tych przedsięwzięciach. Skopiował on treść trzech odkrytych tam zabytków: prywatnej inskrypcji dedykacyjnej króla Dūdu dla bogini Ninszubur umieszczonej na alabastrowym paciorku, inskrybowanej cegły Kurigalzu I dotyczącej prac budowlanych nad bīt akītu Inanny oraz inskrypcji króla Šar-kali-šarrī na assaru. Każdą z tych kopii opatrzył kolofonem zawierającym informacje o osobie autora (swoim imieniu, pochodzeniu i tytule), oryginale tekstu, kontekście odkrycia zabytku i dacie sporządzenia tabliczki. Dzięki temu wiemy, że kopię inskrypcji króla Dūdu sporządził w siódmym roku panowania Nabonida, natomiast cegły Kurigalzu –  w VII miesiącu (akad. tašrītu) ósmego roku panowania Nabonida.

## Nadworny uczony?
Nabû-zēru-līšir wyróżniał się skłonnością do archaizowania grafii i form gramatycznych, sylabizowania wyrazów tradycyjnie oddawanych za pomocą logogramów czy też stosowania rzadkich odczytów znaków klinowych w tekstach prywatnych oraz kolofonach kopii. Ta znakomita znajomość dawnego pisma klinowego umieszczała go w grupie wysoce wyspecjalizowanych skrybów-intelektualistów. Biorąc powyższe pod uwagę oraz fakt udziału w pracach budowlanych organizowanych przez pałac królewski, Paul-Alain Beaulieu zaproponował, że Nabû-zēru-līšir mógł być również nadwornym uczonym (akad. ummânu, także mār ummâni) Nabonida. Jeśli ta teza jest słuszna, czyniłoby go to jedynym dotychczas znanym z imienia przedstawicielem środowiska uczonych funkcjonującym w otoczeniu tego króla nowobabilońskiego. Dotychczas jednak nie przypisano Nabû-zēru-līširowi autorstwa żadnej ze znanych nam inskrypcji królewskich wystawionych przez Nabonida, tym samym nie znaleziono potwierdzenia tezy Beaulieu.

## Pieczęć Nabû-zēru-līšira
Pieczęć Nabû-zēru-līšira była typowa dla grupy notariuszy. Miała formę pieczęci cylindrycznej odciskanej poprzez rolowanie, choć na niektórych dokumentach widnieje w formie stempla. Program ikonograficzny był zróżnicowany, dysponujemy jego trzema wersjami. Występowały na nich: postać adoranta zwróconego ku boskim symbolom, a mająca za plecami – z reguły po lewej stronie – legendę. Przedmiotem adoracji byli bogowie: Sin (półksiężyc; obecny w każdym wariancie), Adad (piorun), Isztar (tarcza z gwiazdą) i Gula (pies), występujący w różnych zestawieniach i porządku.

## Rodowód matki?
Nabû-zēru-līšir z rodu Nabunnāja w sześciu dokumentach występuje razem z innym skrybą, Kabti-ilāni-Mardukiem („Czczonym (wśród) bogów jest Marduk”) z rodu Sūhāya (tłum. „Z kraju Sūhu”). W innych zaś dokumentach występują imiennicy tych postaci: Nabû-zēru-līšir z rodu Šamaš-abāri (tłum. „Šamaš jest siłą”) i Kabti-ilāni-Marduk z rodu Atkuppu (tłum. „Rzemieślnik trzcinowy”). Wyjaśnienie występowania identycznych imion w tak wąskiej grupie zawodowej w tych samych tekstach zaproponował Francis Joannès, który utożsamił ze sobą owe osoby. Różnicę w ich pochodzeniu rodowym wyjaśnił wskazaniem przez nie dodatkowego rodowodu – w tych przypadkach rodowodu matki.